# Emmanuel Desgrées du Loû
Ne doit pas être confondu avec Emmanuel Desgrées du Loû (colonel).
Pour les autres membres de la famille, voir Famille Desgrées du Loû.
Emmanuel Desgrées du Loû, né le 22 février 1867 à Vannes et mort le 17 février 1933 à Rennes, est un avocat et journaliste français, patron de presse et chrétien engagé en politique.
Militant chrétien, il fait campagne pour le Ralliement. Journaliste, il dirige plusieurs revues et il est le cofondateur du grand quotidien régional L'Ouest-Éclair. Pionnier de la démocratie chrétienne, il contribue à créer le Parti démocrate populaire.

## Biographie

Armes des Desgrées du Loû.

Issu de la famille bretonne Desgrées du Loû, le jeune Emmanuel est un fils d'Henri Desgrées du Loû, officier, et de Philomène Gobbé de La Gaudinais. Son frère est le futur colonel Xavier Desgrées du Loû.
Il effectue des études de droit puis entre au Commissariat de la marine où il est élève-commissaire en 1889, aide-commissaire en 1891,.
Il en démissionne pour devenir avocat à Brest à partir de 1892. Il s'y fait rapidement connaître, notamment par son action sociale et religieuse. Il contribue au journal L'Univers ainsi qu'au journal La Justice Sociale. Il est également lié à Albert de Mun ainsi que l'abbé Gayraud et fonde en 1894 le Comité catholique ouvrier de Brest. 
Jeune avocat, il se fait connaître lors du premier congrès des démocrates-chrétiens, à Lyon en 1897. Ce dernier soutient alors une adhésion à la République, associée à la justice sociale.
Il est condamné en 1897, lors des élections législatives, à cause de bulletins imprimés à son nom. Il mène campagne pour le « Ralliement », à travers la Bretagne. Il rencontre l'abbé Félix Trochu et l'abbé Cublet, et développe avec eux des œuvres sociales comme des syndicats agricoles et les caisses rurales,.
En 1898, Emmanuel Desgrées du Loû dirige à Rennes plusieurs revues dont L'Écho de l'Ouest, L'Écho de la mer, Le Dolois. Il propose l'idée d'un quotidien régional. Il réunit 86 000 francs et lance L'Ouest-Éclair avec l'abbé Trochu. Le premier numéro sort à Rennes le 2 août 1899. Dans son éditorial, il déclare refuser les sectarismes, et veut promouvoir la justice sociale, la paix religieuse, l'union sociale,. 
Il publie différents ouvrages : De Léon XIII au Sillon en 1908, La politique d'après-guerre en 1919.
« Un des plus courageux et efficaces pionniers de la Démocratie chrétienne », Emmanuel Desgrées du Loû est l'un des fondateurs en 1924 du Parti démocrate populaire, dont il est ensuite l'un des principaux soutiens.
Il mène L'Ouest-Éclair à la première place de la presse régionale, et en assure la direction politique jusqu'à sa mort en 1933. L'objectif de l'abbé Trochu et d'Emmanuel Desgrées du Lou à la tête de ce journal fut «d'arracher les campagnes bretonnes à l'influence des monarchistes».
Il est le père de François Desgrées du Loû (1909-1985), résistant, cofondateur de Ouest-France, et de Magdeleine Desgrées du Loû (1896-1991) qui épouse Paul Hutin-Desgrées (1888-1975), résistant, cofondateur de Ouest-France et député.

## Hommages
La « promotion Emmanuel Desgrées du Loû » est en son honneur le nom de la promotion 2007 de l'école des officiers du Commissariat de la marine.

## Sources bibliographiques
- P. de Kerstivien, « Desgrées du Lou (Emmanuel-Marie) » dans Dictionnaire de biographie française, vol. 10, Paris, 1965 [détail des éditions] , col. 1371.
- « Desgrées de Loû, Emmanuel », dans Jean-Loup Avril, 500 bretons à connaître, Saint-Malo, L'Ancre de marine, 1989, p. 61  (ISBN 2-905970-17-0).